# Прудок (Крупский район)
Прудо́к (бел. Прудо́к) — деревня в Ухвальском сельсовете (до 2009 — в Выдрицком сельсовете), в 22 км на юго-запад от города Крупки. На востоке течёт река Бобр, на юге — болота.

## История
В окрестностях деревни сохранился памятник археологии — курганный могильник, который занимает площадь около 1 га.
Деревня основана в 1920-е.
В 1930-е жители объединились в колхоз «Звезда». В ВОВ погибло 18 мирных жителей, на фронтах и в партизанской борьбе погибло 20 жителей. В 1950 году — в колхозе им. Кирова. В 1959 году проживало 118 жителей.
В 1998 было 15 хозяйств, 25 жителей. В 2010 было 6 хозяйств, 9 жителей.